# مريم منت الحسان
مريم منت الحسان (15 أكتوبر 1958م، واد تزوة، الصحراء الإسبانية – 22 أغسطس 2015، تندوف)، مُغنية صحراوية تحمل الجنسية الإسبانية، تغني باللهجة العربية الحسانية، ويغلب على كلماتها المحتوى السياسي المتعلق بقضية الصحراء.

## حياتها
ولدت مريم عام 1958 في منطقة واد تزوة التي تبعد حوالي 20 كيلومترا شرق مدينة السمارة في الصحراء الإسبانية حينها. كانت هي الثالث من أصل 10 أشقاء من أسرة من البدو الرحل. في عام 1975، وبعد المسيرة الخضراء واتفاقية مدريد وخروج إسبانيا من الصحراء، هاجرت مع عائلتها، أولاً إلى المهاريز وأخيرا إلى مخيمات الصحراويين في تندوف بالجزائر، حيث عملت ممرضة. قتل ثلاثة من أشقائها خلال حرب الصحراء. عاشت هناك لمدة 27 عاما، حتى عام 2002، عندما انتقلت إلى إسبانيا، أولا إلى برشلونة وأخيرا إلى ساباديل، حيث تعيش مع زوجها وأولادها. وهي تسافر بانتظام إلى المخيمات، لزيارة والدتها وجزء هام من عائلتها.

## مسيرتها الفنية
في أوائل عام 1976 انضمت إلى المجموعة الموسيقية «الشهيد الحافظ بوجمعة»، والتي، بعد وفاة الولي مصطفى السيد، وهو أول رئيس للبوليزاريو، أصبحت المجموعة تدعى «الشهيد الولي». سافرت مع هذه الفرقة إلى العديد من البلدان وأحيت العديد من المناسبات الثقافية، وسجلت عدد قليل من الألبومات في بلدان مختلفة (في هولندا سنة 1980، وفرنسا سنة 1989)، وذلك بمساعدة لجان التضامن المحلية. والألبوم الأكثر شهرة من تلك الألبومات هو «البوليساريو ستنتصر» (بالإسبانية: Polisario vencerá)‏، التي سجلت في إسبانيا سنة 1982.

### ألبوم «الشوكة»
خصصت في ألبوم «الشوكة» أغنية تخليدا بصديق لها وهو عازف الغيتار بابا سلامة، والذي توفي إثر سرطان الدم في عام 2005. كما شمل الألبوم أغنية على خطاب فيليبي غونزاليس الذي ألقاه في 14 نوفمبر 1976 إثر زيارة له لمخيمات لحمادة للاجئين في الجزائر، فتكونت الأغنية من تسعة ردود على الفقرات التسع التي تألف منها الخطاب الرئاسي بإيقاعات موسيقية فريدة من بداية الأغنية إلى نهايتها، وهي من تأليف الشاعر أمين علال.
وأغنية «الو أمي» وهي على شكل محادثة هاتفية، وذلك شوقا لأمها بسب الغياب عنها. كما قامت الفنانة مريم بغناء أغنية بعنوان «سالم» على ابنها الأصغر «سالم» بعد اصابته بالمرض في مرحلة الطفولة. وقدمت أغنية «طفلة مظلومة» للفتيات اللواتي يتعرضن للضرب، وغنت «معطلا» تكريما للنشطاء المناضلين بحي معطلا بالعيون. كما شمل الألبوم أغنية «الثقافة» وهي عبارة عن امتنان للأعمال التي يقوم بها المثقفون المساندون للقضية الصحراوية. بالأضافة لحفنة من الاغاني التقليدية. وقد ساعد مريم في انجاز هذا الألبوم الراقصة الصحراوية فضيها منت الحنفي وعازف القيتار إبراهيم لمغيفري والسينغالي مالك دياو والإسباني كيبا اوزيس خايمي مونيز وعازف المزمار الإيراني بهنام السماني ودواد جوسمي وعازف الإيقاع الكوبي الهاييتي ميل سيم. نجح هذا الألبوم وأحرز المرتبة الرابعة في المسابقة العالمية للموسيقى لاس شارتس بأستراليا سنة 2011.

### ألبوم «راهي لعيون اكدات»
في بداية سنة 2012 أطلقت مريم منت الحسان ألبوم «راهي لعيون اكدات» من إنتاج الشركة العالمية نوبي نيكرا للموسيقى. وضم هذا الألبوم مجموعة غنائية متنوعة بين وطنية وتراثية وغزلية من كلمات شعراء صحراويين مطالبين بالاستقلال عن المغرب وتلحين عازفين وموسيقيين صحراويين وأسبان.

## روابط خارجية
- مريم منت الحسان على موقع IMDb (الإنجليزية)
- مريم منت الحسان على موقع ميوزك برينز (الإنجليزية)
- مريم منت الحسان على موقع ديسكوغز (الإنجليزية)